# Чемпионат Нигера по футболу
Чемпионат Нигера по футболу  (фр. Superligue) — высший футбольный дивизион Нигера, созданный в 1966 году. Контролируется Нигерской федерацией футбола.

## Клубы в сезоне 2021/22

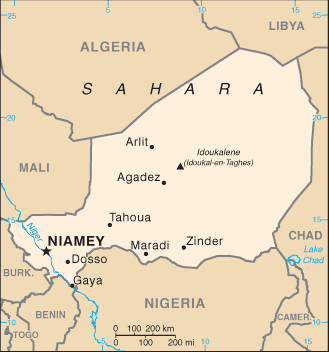
Карта Нигера

В сезоне 2021/22 выступают 14 клубов. Представительство клубов по городам: Ниамей — 10, Арлит — 2, Зиндер и Тахуа — по одному. По регламенту турнира команды, занявшие последние два места выбывают в низший дивизион.
- Акокана
- АСФАН
- ГНН
- Дуан
- Национальная жандармерия
- Нигелек
- Олимпик
- Полиция
- Расинг
- Сахель
- СОНИДЕП
- Тахуа
- Урана
- Эспуар

## История

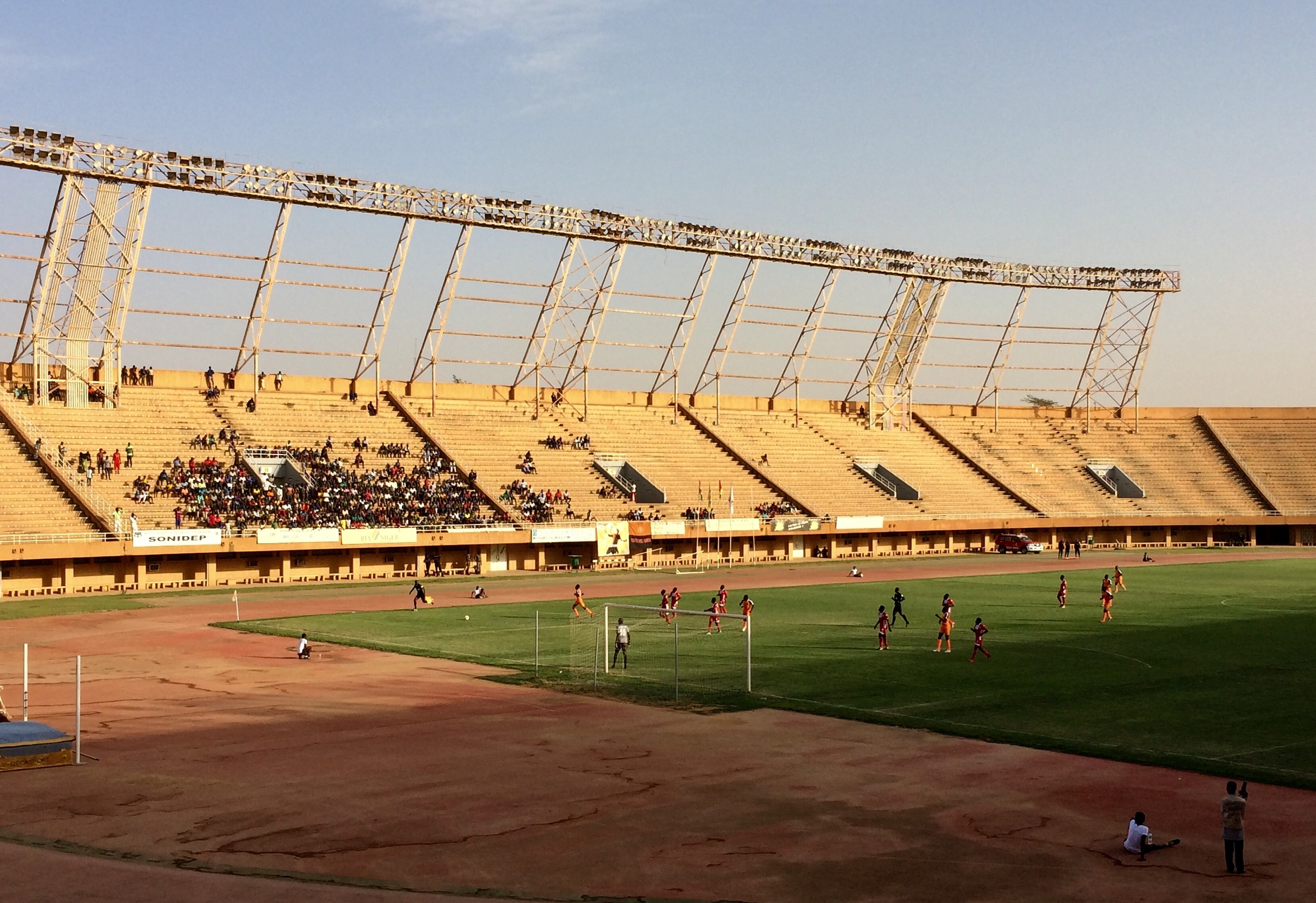
Стадион Сейни Кунче является домашним сразу для ряда команд чемпионата

Футбольные турниры на территории Нигера проводились ещё до объявления независимости в 1960 году. Известно, что в первой половине 1950-х годов местный чемпионат четырежды выигрывал «Ренессанс Элмина». Первым розыгрышем, проведённым в независимом Нигере, стал турнир 1966 года, где победителем стала команда «Сектор 6» (позднее — «Олимпик»). Наибольшее количество раз в чемпионате Нигера побеждал «Сахель» (13 раз).
В сезоне 2019/20 первенство было отменено Нигерской федерацией футбола из-за пандемии COVID-19. На момент отмены чемпионата первое место занимала «Национальная жандармерия». Вследствие пандемии и нехватки средств у клубов перед началом следующего сезона федерации футбола пришлось оказать им финансовую помощь.
До этого чемпионат Нигера не проводился четыре раза (в 1972, 1979, 1995 и 2002 годах). В 2001 году пять команд чемпионата на время приостановили участие в турнире в знак протеста против выбывания из турнира клуба «Зумунта». После этого 12 клубов из Ниамея (столицы Нигера) организовали собственную лигу. В связи с этим в 2002 году федерация футбола отменила чемпионат из-за нехватки финансирования.
Чемпион Нигера получает право сыграть в Лиге чемпионов КАФ.

## Победители
- 1966 — Сектор 6
- 1967 — Сектор 6
- 1968 — Сектор 6
- 1969 — Сектор 6
- 1970 — Сектор 6
- 1971 — АСФАН
- 1972 — не проводился
- 1973 — Сектор 7
- 1974 — Сахель
- 1975 — АСФАН
- 1976 — Олимпик
- 1977 — Олимпик
- 1978 — Олимпик
- 1979 — не проводился
- 1980 — Ниамей
- 1981 — Ниамей
- 1982 — Ниамей
- 1983 — Жангорзо
- 1984 — Эспуар
- 1985 — Зумунта
- 1986 — Сахель
- 1987 — Сахель
- 1988 — Зумунта
- 1989 — Олимпик
- 1990 — Сахель
- 1991 — Сахель
- 1992 — Сахель
- 1993 — Зумунта
- 1994 — Зумунта
- 1995 — не проводился
- 1996 — Сахель
- 1997/98 — Олимпик
- 1999 — Олимпик
- 2000 — ЖС ду Тенере
- 2001 — ЖС ду Тенере
- 2002 — не проводился
- 2003 — Сахель
- 2004 — Сахель
- 2004/05 — АС-ФНИС
- 2005/06 — АС-ФНИС
- 2006/07 — Сахель
- 2008 — Полиция
- 2009 — Сахель
- 2010 — АСФАН
- 2010/11 — ГНН
- 2011/12 — Олимпик
- 2012/13 — Дуан
- 2013/14 — ГНН
- 2014/15 — Дуан
- 2015/16 — АСФАН
- 2016/17 — АСФАН
- 2017/18 — СОНИДЕП
- 2018/19 — СОНИДЕП
- 2019/20 — отменён
- 2020/21 — Национальная жандармерия

## Победители по клубам
| Клуб                     | Город  | Побед | Чемпионство по годам                                                         |
| ------------------------ | ------ | ----- | ---------------------------------------------------------------------------- |
| Сахель                   | Ниамей | 13    | 1973, 1974, 1986, 1987, 1990, 1991, 1992, 1994, 1996, 2003, 2004, 2007, 2009 |
| Олимпик                  | Ниамей | 12    | 1966, 1967, 1968, 1969, 1970, 1976, 1977, 1978, 1989, 1998, 1999, 2012       |
| АСФАН                    | Ниамей | 5     | 1971, 1975, 2010, 2016, 2017                                                 |
| ГНН                      | Ниамей | 4     | 2005, 2006, 2011, 2014                                                       |
| Ниамей                   | Ниамей | 3     | 1980, 1981, 1982                                                             |
| Зумунта                  | Ниамей | 3     | 1985, 1988, 1993                                                             |
| ЖС ду Тенере             | Ниамей | 2     | 2000, 2001                                                                   |
| Дуан                     | Ниамей | 2     | 2013, 2015                                                                   |
| СОНИДЕП                  | Ниамей | 2     | 2018, 2019                                                                   |
| Жангорзо                 | Маради | 1     | 1983                                                                         |
| Эспуар                   | Зиндер | 1     | 1984                                                                         |
| Полиция                  | Ниамей | 1     | 2008                                                                         |
| Национальная жандармерия | Ниамей | 1     | 2021                                                                         |

## Лучшие бомбардиры
- 2005/06 — Мусса Маазу (20 голов)[8]
- 2017/18 — Даниэль Соса (24 гола)[9]
- 2020/21 — Николас Коффи (18 голов)[10]